# Carlos Camino Calderón
Carlos Camino Calderón (Lima, 24 de septiembre de 1884-Trujillo, 28 de octubre de 1956) fue un escritor tradicionalista del modernismo peruano.

## Biografía
Hijo de Manuel María Camino Bottaro y Dolores Emilia Calderón Denegri. Cursó su educación primaria en los colegios Santo Tomás de Aquino y La Inmaculada; y la secundaria en el Colegio Nacional Nuestra Señora de Guadalupe y en el Colegio de Pedro A. Labarthe. 
En 1905 ingresó a la Facultad de Letras de la Universidad Mayor de San Marcos, pero al morir su padre en 1907, decidió viajar por el mundo, recorriendo diversos países de Europa, Asia, África del Norte y Sudamérica, entre los años 1908 y 1910.
De retorno al Perú,  fue secretario del Ministerio de Fomento en 1912. Luego fue canciller del Consulado del Perú en Guayaquil. 
Como agente viajero recorrió pueblos y ciudades del Perú. Transitoriamente se estableció en Chincha como director del diario La Acción (1924). Finalmente radicó en Trujillo (1933), donde se dedicó al comercio y fue director del archivo de la Universidad Nacional de Trujillo (1953).

## Publicaciones
- Ildefonso, «de cómo el sacrificio de un joven chinchano trajo como consecuencia la victoria de Ayacucho»; relato histórico (1924).
- La cruz de Santiago, «memorias de un limeño» (1925).
- Anecdotario de los libertadores (1940)
- El daño, «novela de la costa peruana» (1942)
- La ilusión de Oriente, novela (1943)
- Tradiciones de Trujillo, primera serie (1943)
- Tradiciones de Trujillo, segunda serie (1944)
- Tradiciones de Piura (1944)
- Diccionario Folklórico del Perú (1945)
- Mi molino (1947), estampas autobiográficas. Premio Nacional Ricardo Palma en 1949.
- Cuentos de la costa (1954)
- Los días de Huamachuco, recuerdos del Libertador (1956)

El daño es la más reconocida y recordada de sus obras, ambientada en Lambayeque, donde enfoca las supersticiones referentes a daños o hechicerías. 
Para algunos críticos, sin embargo, su mejor obra es La cruz de Santiago, novela histórica, ambientada en Lima entre los siglos XVIII y XIX, en la época de las conspiraciones a favor de la Independencia. Uno de sus personajes es José de la Riva Agüero, en su faceta de empedernido conspirador limeño. Alberto Ureta dijo que era la mejor novela histórica del Perú, porque al valor  del contenido se unía el mérito de la forma. Su lenguaje es rico, flexible, pintoresco y expresivo.
Mi Molino (hace referencia al molino de Otero –Chacarilla de Otero–) narra estampas sobre la vida en los barrios limeños de finales del siglo XIX. En «La Familia Pichilín», relato emblemático de esta obra, recrea la vida de una familia humilde, cuya cabeza es Rafael Mata, "Pichilín", un abnegado padre de familia que alterna su tiempo entre su verdadera pasión, el oficio de pajarero, y la siempre peligrosa y mal remunerada labor de banderillero de la cuadrilla del talentoso matador nacional, Ángel Valdez, conocido popularmente como "El Maestro". Rafael Mata "Pichilín" existió realmente, viviendo en las cercanías de la Plaza de Acho.